# ابن الرومية
العالم العربي المسلم أَبُو اَلْعَبَّاسِ اَلنَّبَاتِيُّ، واسمه أَبُو اَلْعَبَّاسِ أَحْمَدُ بْنُ مُحَمَّدِ بْنِ مُفَرِّجِ بْنِ أَبِي اَلْخَلِيلِ (561 هـ / 1166 م - 637 هـ / 1239 م) اَلْأُمَوِيُّ بالولاء، اَلْإِشْبِيلِيُّ، اَلْأَنْدَلُسِيُّ، النَّبَاتِيُّ الزَّهْرِيُّ الْعَشَّابُ المعروف أيضًا بِابْنِ الرُّومِيَّة، مُحدث، وعالم مشهور بشؤون علوم الحديث، وفقيه ظاهري، ونباتي عشاب، وعقاقيري صيدلي. ولد في إشبيلية سنة 561 هـ، اشتهر في القرن الثالث عشر الميلادي، ولد وتعلم في إشبيلية بالأندلس. برز في علم النبات ومعرفة الأدوية المفردة حتى صار المرجع في هذا المجال للعلماء في عهده، ودفعته إلى الأسفار رغبته في سماع الحديث، والاتصال بشيوخه، وميله إلى تحري منابت الأعشاب وجمع أنواع النبات. وهو أستاذُ ابن البيطار. توفي سنة 637 هـ / 1239م.

## تَرحالُه
جال أولاً في أنحاء الأندلس، ثم قدم المشرق، فنزل مصر سنة 613 هـ وأقام فيها مدة ثم أخذ يجول في بلاد الشام والعراق والحجاز مدة سنتين، أفاد فيهما شيئاً كثيراً من النباتات والأحاديث. وعاد إلى مصر وفي 1216م وصل إلى الإسكندرية، التي كانت مركزا من مراكز العلم والمعرفة في ذلك الوقت.وعندما سمع السلطان الملك العادل أبو بكر بن أيوب عن ابن الرومية، استدعاه إلى القاهرة، وتلقاه وأكرمه، وعرض عليه وظيفة مغرية، ليبقى في مصر، فاعتذر ابن الرومية بحجة أنه يريد أن يذهب إلى مكة المكرمة لأداء فريضة الحج ثم يرجع إلى أهله وبقي مقيما عند السلطان مدة عامين جمع له فيها الترياق الكبير (علاج السموم) ثم توجه إلى الحجاز ولما حج عاد إلى المغرب وأقام بأشبيلية.

## منهجه في البحث العلمي
مما تميز به ابن الرومية أنه لم يكتف بما كتبه العلماء السابقون عن النباتات بل كان يدرسها بنفسه ويعمل عليها التجارب، لكي يتسنى له بوضوح ما يريد أن يكتب عن هذه النباتات.

## العلم الشرعي
اشتهر ابن الرومية بأنه من العلماء البارزين في العلوم الشرعية، وقد كان فقيها ظاهريا ويمكن القول انه كان يميل لدراسة الشريعة والأحاديث النبوية في أول حياته، ولكنه لما رأى معاملة الأطباء للفقراء والمساكين اندفع لدراسة علمي النبات والطب، حتى برز فيهما.فلقد اشتهر بنقله كثير من الأحاديث النبوية عن ابن حزم وغيره، فتتلمذ عليه كثير من طلاب العلم في الشريعة والعلوم الطبيعية مثل ابن البيطار.

## مؤلفاته
مؤلفات ابن الرومية جليلة في النبات والعقاقير، وفي الحديث وعلمه، منها:
1. في النبات:

- تفسير الأدوية المفردة من كتاب ديسقوريدس أو شرح حشائش ديوسقوريدس.
- كتاب أدوية جالينوس والتنبيه على أوهام ترجمتها.
- الرحلة النباتية وهو أهم مؤلفاته، ولم يصلنا منه شيء إلا مقتطفات ذكرها ابن البيطار في كتابه.
- كتاب الرحلة المستدركة.
- رسالة في تركيب الأدوية.
- كتاب التنبيه على أغلاط الغافقي.

وله تعاليق وشروح وتفاسير كثيرة في الموضوع، وكتاب رتّب فيه أسماء الحشائش على حروف المعجم.
1. أما في علم الحديث فذكر له:

- المعلم بما زاده البخاري علم مسلم.
- نظم الدراري في ما تفرد به مسلم على البخاري.
- مختصر الكامل، توهين طرق حديث الأربعين.
- وله (فهرست) أفرد فيه روايته بالأندلس عن روايته بالمشرق.
- الحافل في تذييل الكامل، وهو ذيل على كتاب الكامل في الضعفاء لابن عدي الجرجاني